# برج تایگر اسکای
برج تایگر اسکای (انگلیسی: Tiger Sky Tower) یک برج دیدبانی و گردشگری در جزیره سنتوزا، سنگاپور است.
این برج در سال ۲۰۰۴ افتتاح شد. ارتفاع آن ۱۱۰ متر و فاصلهٔ بالای برج از سطح دریا ۱۳۱ متر می‌باشد. برج تایگر اسکای متعلق به شرکت سی. ملکرز است و توسط شرکت اچ‌یواس‌اس پارک اتراکشنز که مقر آن در شهر برمن، آلمان قرار دارد ساخته شده‌است.
طراحی برج به صورت کابینی متحرک با ظرفیت ۷۲ نفر است که به دو سمت بالا و پایین حرکت می‌کند و در ارتفاع ۹۱ متری متوقف شده این کابین دیسک-مانند هنگام پایین آمدن به آرامی می‌گردد و افراد داخل آن می‌توانند نمای ۳۶۰ درجه از شهر سنگاپور و مناطق اطراف را تماشا کنند. در روزهایی که آسمان صاف است تا بلندی‌های اندونزی و جوهور بهرو نیز قابل دیدن است.
برج اسکای در زمان بهره‌برداری تحت حمایت مالی شرکت کارلزبرگ قرار گرفته و با نام برج کارلزبرگ اسکای نامیده می‌شده‌است اما در سال ۲۰۰۸ برند آبجو تایگر (Tiger beer) از شرکت هینیکن آسیا پاسیفیک به عنوان اسپانسر این برج انتخاب شد.

## سازه

### مشخصات
برج تایگر اسکای بلندی ۱۱۰ متر دارد که افراد می‌توانند در ارتفاع ۹۱ متری به تماشا بپردازند، قطر ستون برج ۲٫۵ متر و قطر پایهٔ آن ۱۵ متر است. کابین برج می‌تواند تا ۷۲ تن را بالا ببرد. همچنین وزن برج ۱۹۷ تُن می‌باشد.

### سازنده
برج آسمان توسط شرکت آلمانی اچ‌یواس‌اس پارک اتراکشنز و ظرف ۶ ماه در کارخانه اچ‌یواس‌اس در اروپا ساخته شد.

### مدیریت
شرکت با مسئولیت محدود اسکای برج، تحت نظر شرکت با مسئولیت محدود مدیریت پروژه ملکرز مدیریت می‌شود. مکلرز به عنوان سهامدار برج آسمان، امور روزانه نگهداری برج از قبیل راه اندازی دستگاه‌ها، بازاریابی و فروش بلیط را با همکاری نزدیک شرکت Sentosa Leisure Group (SLG) انجام می‌دهد.

### خرابی
برج تایگر اسکای تا کنون چندین بار دچار حادثه شده‌است که نخستین آنها در ۱۱ ژوئن ۲۰۱۰ روی داد در این تاریخ به دلیل مشکلات مکانیکی برج بسته شد و در ۸ ژوئیه پس از بیش از ۱۰۰ بار آزمون دوباره باز شد. بار بعد در ۲۳ ژوئیه ۲۰۱۰ ناگهان برج متوقف شد و ۱۱ تن در بالای آن گیر افتادند؛ گروه نجات آنها را از یک راه پله مرکزی نجات داد. دلیل این مشکل، انحنای غیریکنواختی بود که در ریل آن ایجاد شده بود و تعادل کابین را به هم زده بود. در ۳۰ ژوئیه ۲۰۱۰ دوباره برج باز شد. بار آخر در ۱۲ اوت ۲۰۱۷ برج به دلیل مشکلات فنی متوقف شد و ۳۹ تن بیش از ۴ ساعت بالای برج گیر افتادند. برج تایگر اسکای پس از آزمون‌های فراوان در ۲۵ نوامبر ۲۰۱۷ دوباره به کار افتاد.

### بسته شدن
در ۲۳ اکتبر ۲۰۱۸ اعلام شد که این برج از ۲۸ دسامبر آینده بسته خواهد شد. گفته می‌شود احتمالاً این برج به کشور دیگری منتقل خواهد شد و دوباره در ژانویهٔ ۲۰۱۸ از نو آغاز به کار خواهد کرد.

## نگارخانه

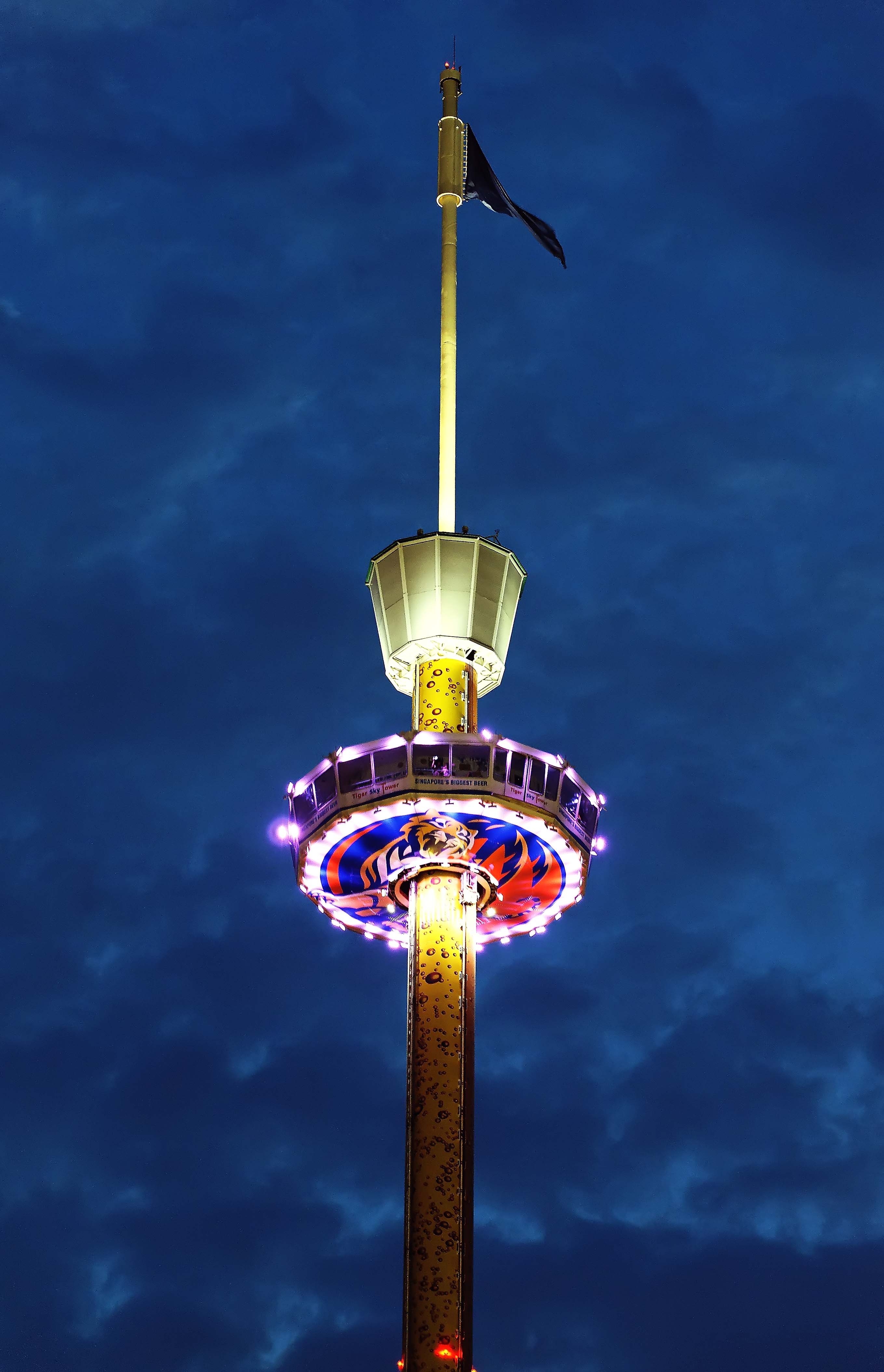
برج در شب
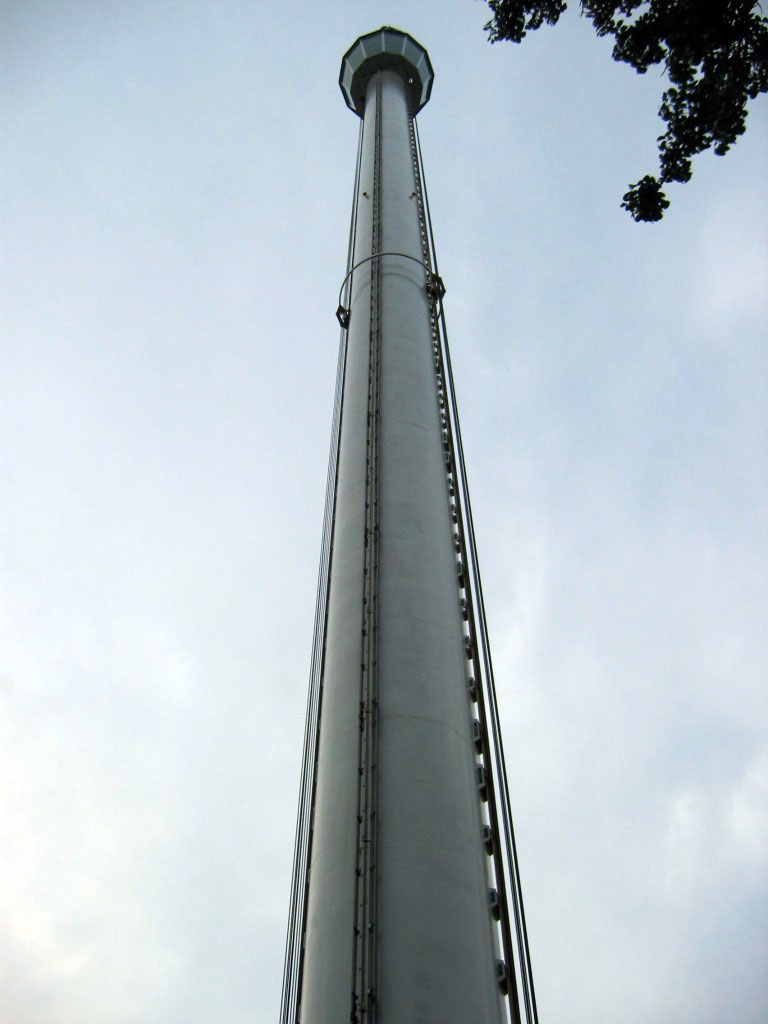
ستون برج
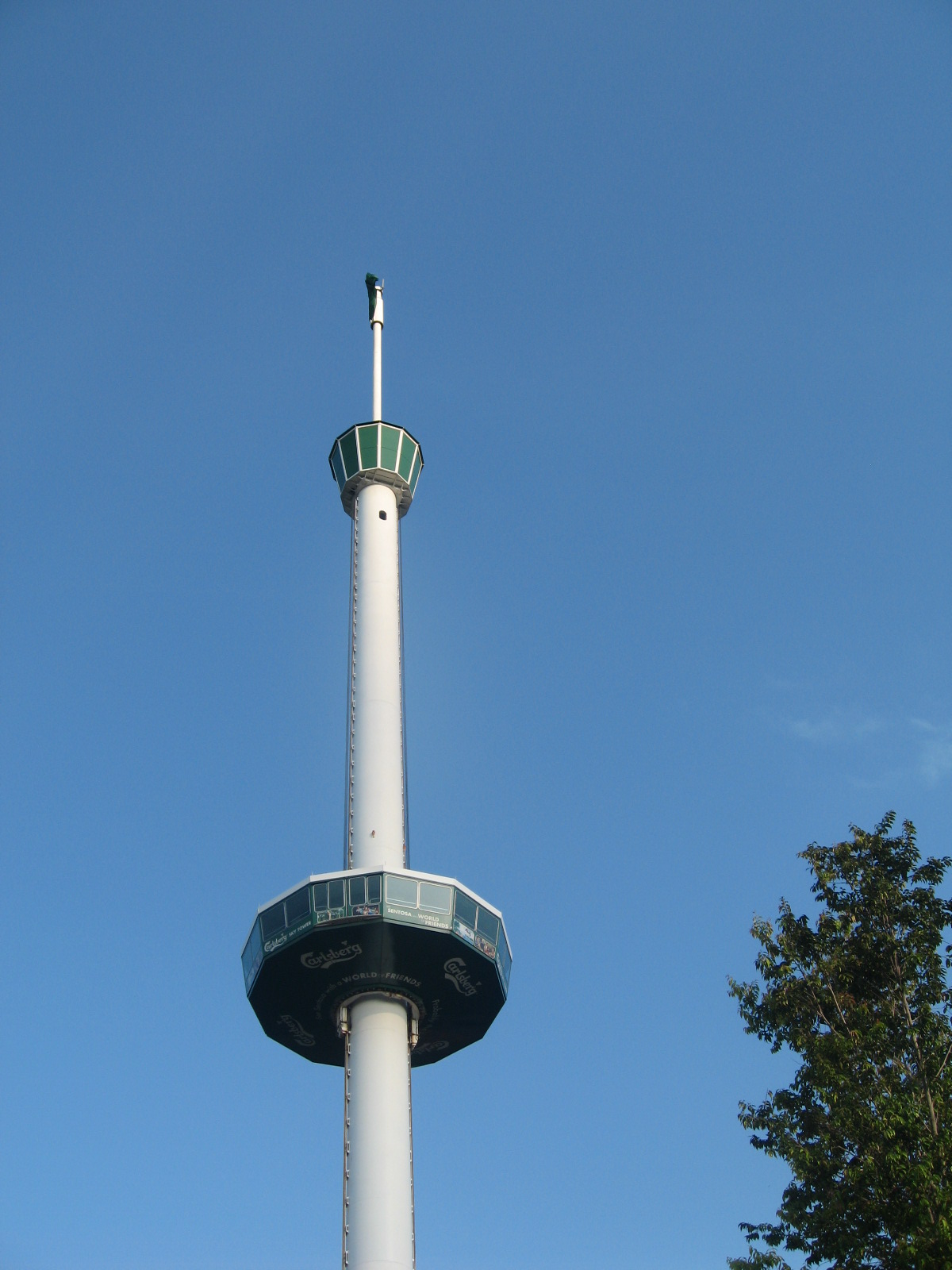
در حال حرکت
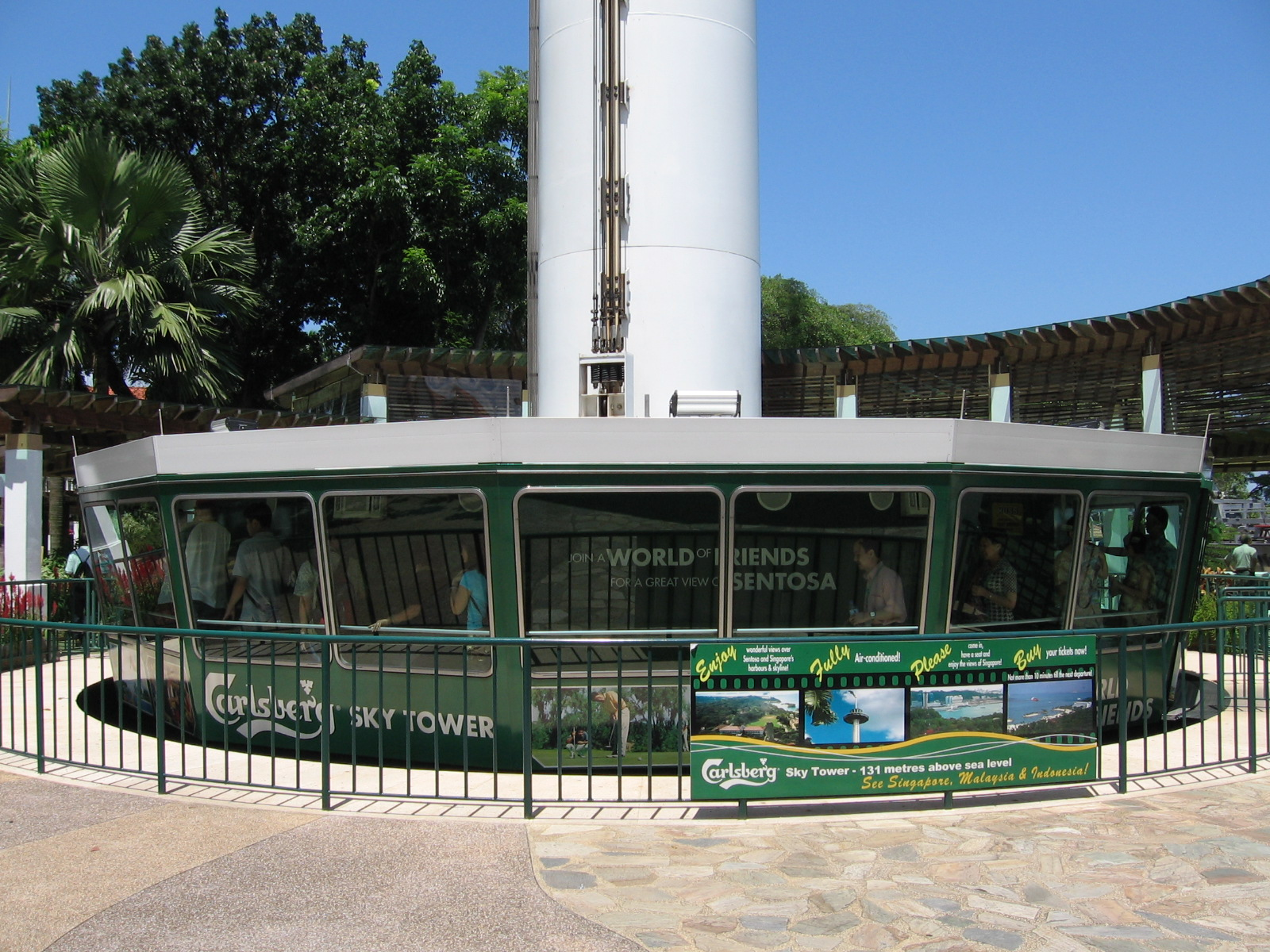
کابین متوقف شده در پایین برج